# Moščena
Moščena (in Ucraino: Мощена) è un villaggio (selo) dell'Ucraina occidentale. Situato nel distretto di Kovel', nell'Oblast' di Volinia, dista approssimativamente 9 km dal centro amministrativo distrettuale, Kovel'.